# أيتين جيرار
أيتين موريس جيرار (بالفرنسية: Étienne Maurice Gérard)‏ (4 نيسان 1773 ـ 17 نيسان 1852) : عسكري وسياسي فرنسي.
ابن جان جيرار، موظف في القضاء الملكي و تاجر. التحق إيتين بالجيش وعمره 18 سنة في كتيبة المتطوعين من أقليم موز، تخصص برمي القنابل. وشارك في كل الحملات العسكرية الإمبراطورية، ترقى في الرتب إلى أن وصل إلى رتبة ماريشال فرنسا.